# Jürgen Brähmer
Jürgen Brähmer (Stralsund, 5 ottobre 1978) è un pugile tedesco.
Detiene il titolo mondiale WBA dei pesi mediomassimi dal 2013, ed in precedenza è stato anche campione WBO ed EBU della categoria.

## Carriera professionale
Brähmer fece il suo debutto da professionista l'11 dicembre 1999, sconfiggendo l'algerino Ramdane Kaouane ai punti dopo 4 round.
Era in procindo di difendere la corona WBO il 21 maggio 2011 contro il campione ad interim Nathan Cleverly, ma si ritirò la settimana del match citando un problema all'occhio. A causa di questo ritiro, la WBO lo privò del titolo mondiale e promosse Cleverly campione a tutti gli effetti.